# Fuchū (Aki)
Fuchū (jap. 府中町 Fuchū-chō) – miasto w Japonii, na wyspie Honsiu, w prefekturze Hiroszima. Według danych na rok 2020 miejscowość zamieszkiwało 51 155 mieszkańców , a gęstość zaludnienia wyniosła 4914 os./km².